# 青岛森麒麟轮胎
青岛森麒麟轮胎股份有限公司（英語：Sentury Tire；深交所：002984，简称：森麒麟）是一家在深圳证券交易所上市的中国轮胎公司。董事长为秦龙。

## 历史
1992年创建于山东青岛，主要生产汽车和飞机轮胎，旗下有四个品牌，分别是路航轮胎，德林特轮胎，森麒麟轮胎和航空轮胎。